# 吴越史地研究会
吴越史地研究会，是中华民国大陆时期以上海、杭州等为主要活动区域的学术团体。

## 历史
1936年2月，由一部分热心研究江浙古文化的学者在上海发起。同年8月30日，在上海八仙桥青年会举行成立大会，与会者有宁、沪、杭等地会员六十余人，蔡元培任大会主席。大会通过的简章规定：“本会以研究吴越（暂以江苏、浙江两省为限）史地为宗旨”，“本会设于上海，并于江苏、浙江两省设立分会”。大会推举蔡元培为会长，吴稚晖、钮永建为副会长，卫聚贤为总干事，设评议、理事、常务理事等。杭州的陈训慈、董聿茂、陈万里任评议，张其昀、盛莘夫、胡行之任理事及常务理事。

## 内容
吴越史地研究会的主要活动，一是考古发掘，二是研究和传播吴越文化。
1936年5月，卫聚贤到杭州踏勘古文化遗址，第一次踏勘在杭州古荡的第一公墓工地获陶片多件、石器三十余件；第二次踏勘时，与西湖博物馆董聿茂（馆长）、胡行之（历史文化部主任）、施昕更（职员）等人对古荡遗址进行第一次发掘，获得石器和陶片多件。
吴越史地研究会成员考古研究成果有：施昕更的《杭县第二区远古文化遗址试掘简录》一文，发表在吴越史地研究会专刊《古代文化》第4期和论文集《吴越文化论丛》（吴越史地研究会丛书之五）；西湖博物馆和吴越史地研究会合编的《杭州古荡新古器时代遗址之试探报告》和何天行著的《杭县良渚镇之石器与黑陶》两书，列为吴越史地研究会丛书之三之四；施昕更的《良渚一杭县第二区黑陶文化遗址初步报告》。